# Jugoslávská exilová vláda

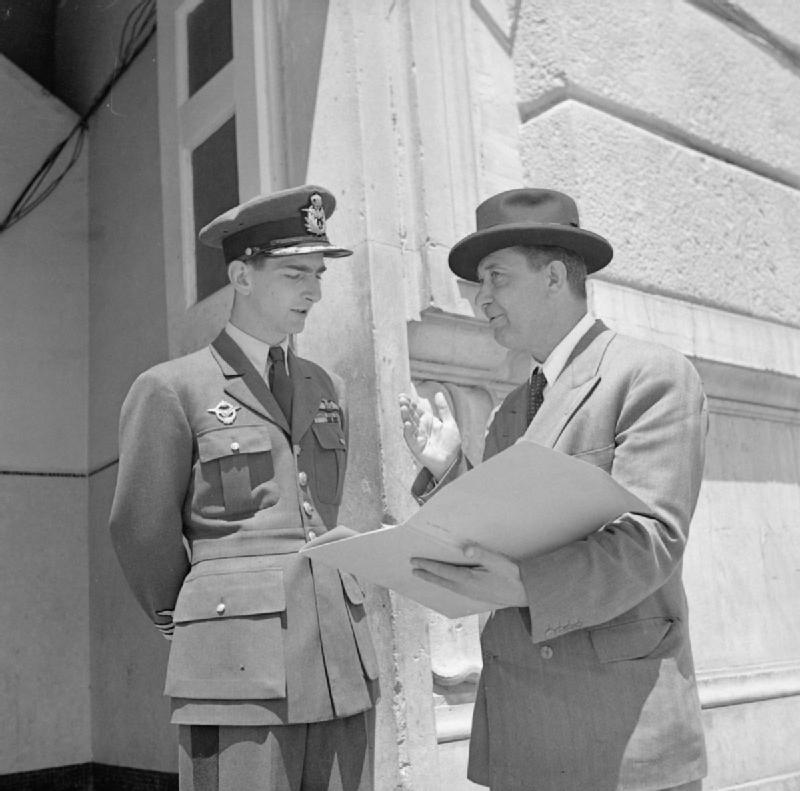
Poslední předseda exilové vlády Ivan Šubašić spolu s Petrem II. Karađorđevićem, jugoslávským meziválečným králem

Jugoslávská exilová vláda (v jugoslávské historiografii jako Jugoslávská vláda ve vyhnanství, srbochrovatsky Jugoslovenska vlada u izbeglištvu/Југословенска влада у избеглиштву) působila od dubnové války (1941) až do března roku 1945. Zastupovala jugoslávskou monarchii a fungovala paralelně s komunistickými partyzány, kteří se pomalu a pozvolna připravovali během druhé světové války na převzetí moci. 

## Vývoj
Po bleskovém postupu německých a bulharských vojsk v dubnu 1941 byla vláda evakuována na jih do Černé Hory a později do Řecka, dále do Palestiny, Káhiry a nakonec od června 1941 přesídlila do Londýna. Kontingent jugoslávského námořnictva, který uprchl ze země, čítalo celkem 105 lidí.[zdroj⁠?!] Západní spojenci považovali krále Petra II. Karađorđeviće za legitimního představitele porobené země. Jugoslávští představitelé byli přivítáni se všemi poctami jako hrdinové; Jugoslávie byla na jaře 1941 jedinou zemí, která se pokusila čelit nacistům. Němci přitom ovládali již celou Evropu, s výjimkou neutrálních zemí a Sovětského svazu a sbírali síly na útok na Velkou Británii. Skutečnost, že se jugoslávská veřejnost rozhodla odmítnout pakt s Německem i za cenu války, vzbudil v Britech samotných značný respekt. 
Na území Jugoslávie docházelo ke střetům zbytků královské armády s okupanty na straně jedné a komunisty s okupanty na straně druhé. Od podzimu 1941 navíc skončilo i příměří mezi komunistickými partyzány a četniky Dragoljuba Mihajloviće (loajálních králi). Tato skutečnost působila exilové vládě značné problémy, především kvůli tomu, že Velká Británie i Sovětský svaz byli formálně spojenci. Každý z nich však na Balkáně podporoval jiné hnutí odporu proti okupantům.
V čele exilové vlády stálo několik premiérů: Dušan Simović, Slobodan Jovanović, Miloš Trifunović, Božidar Purić a Ivan Šubašić. Šubašić, poslední předseda exilové vlády, měl značný kredit jako projugoslávsky orientovaný Chorvat (zvlášť v okamžiku, kdy samotné Chorvatsko ovládlo ustašovské hnutí). Navíc byl jako jeden z mála představitelé exilové vlády schopen jednat s Josipem Brozem.
Úspěšná zahraniční politika Josipa Broze Tita přiměla západní spojence k tomu, aby donutily královskou vládu ke spolupráci s komunisty. Londýnská exilová vláda se musela přihlásit k závěrům zasedání AVNOJe (antifašistického sněmu vedeného komunisty), které počítaly především s federalizací státu. I přesto se však představitelům královské vlády podařilo zbrzdit nástup komunistů k moci, především po dohodě mezi premiérem Šubašićem a Titem, kdy byla otázka státoprávního uspořádání odsunuta až na okamžik osvobození.
Exilová vláda zanikla v březnu 1945 kdy vznikl jednotný kabinet jak komunistů, tak i představitelů předválečné politické reprezentace. Po prvních volbách, kdy komunisté vyhráli drtivým vítězstvím, však nastal konec prozápadně orientované politické garnitury.